# Monte Priora
Il Monte Priora (2.333 m s.l.m.) è la seconda montagna più alta della catena montuosa dei Monti Sibillini (appennino umbro-marchigiano) dopo il gruppo del Monte Vettore, amministrativamente situata nel territorio del comune di Montefortino (FM) e controllata dal 1993 dal Parco Nazionale dei Monti Sibillini.

## Etimologia
In molti testi e documenti storici si fa menzione della montagna come Monte del Priore, in riferimento al priore a capo dell'antico eremo di frati camaldolesi di San Leonardo, eretto alle pendici della montagna.
La vetta è detta anche Pizzo della Regina, come ricorre nella tradizione orale e come riportato anche da IGM, ma non vi sono notizie riguardo all'origine di questo nome. A tal proposito si racconta la leggenda secondo la quale presso l'eremo di San Leonardo sarebbe stata anticamente ritrovata una lapide con tracce di un epitaffio che chiamava la montagna proprio con il nome di Monte Regina. Alcuni sostengono che la vicinanza con il Monte Sibilla, dove secondo la leggenda dimorava la Regina Sibilla, avrebbe ingenerato confusione della tradizione orale nell'identificazione delle vette.

## Descrizione

### Morfologia

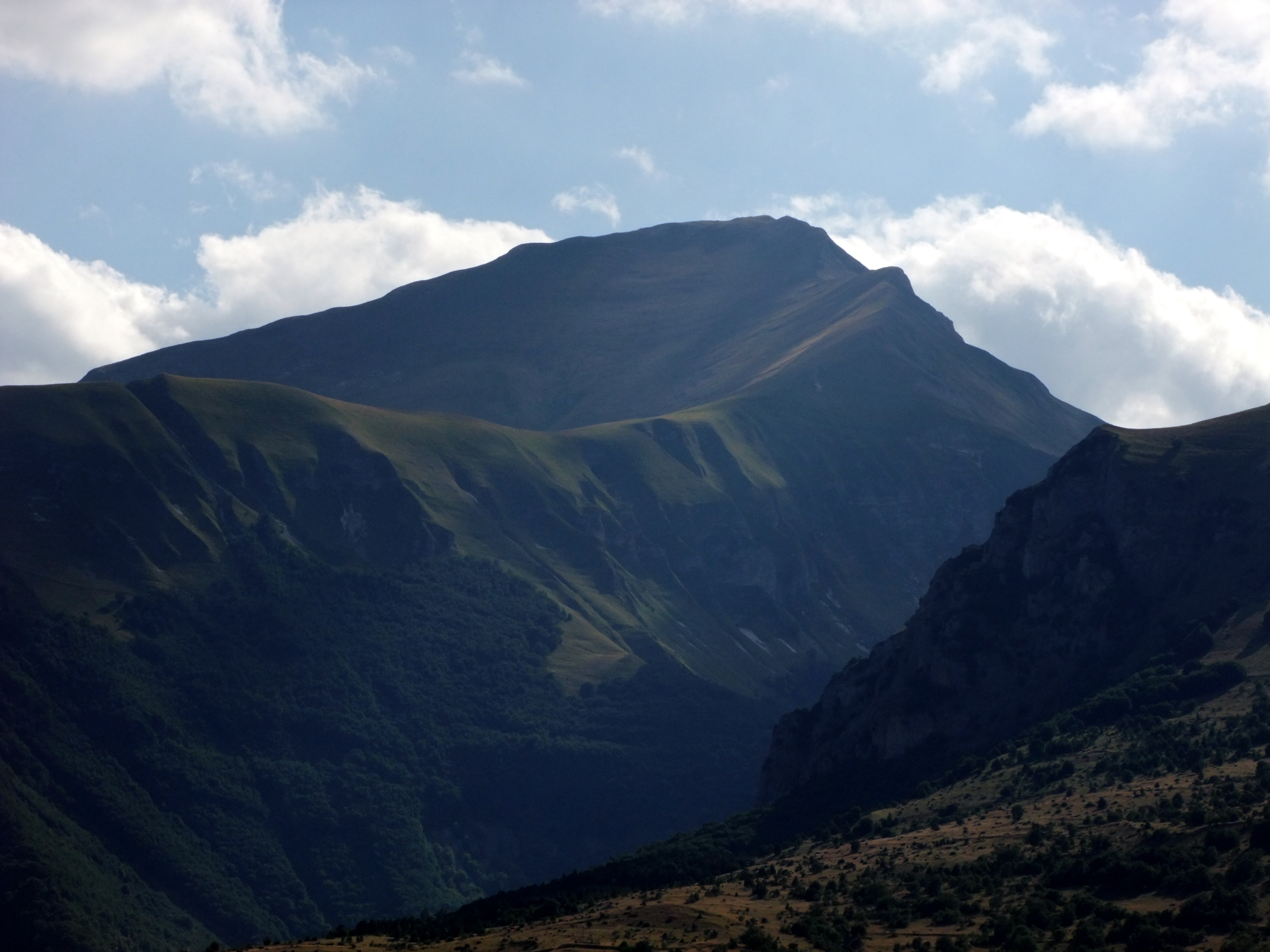
Monte Priora, lato nord

Il Monte Priora è geograficamente disposto sul versante adriatico dello spartiacque appenninico centrale, nella catena dei Monti Sibillini.
Il monte è delimitato a nord dalla valle dell'Ambro, che lo separa dal massiccio di Castel Manardo e da Pizzo Tre Vescovi, e a sud dalla gola del Tenna, che lo separa dal Monte Sibilla. Ad ovest è collegato al Pizzo Berro da un crinale roccioso, mentre la propaggine est, che prende il nome di Monte Pizzo, digrada verso le colline Montefortinesi con ripidi pendii rocciosi e un dislivello piuttosto importante.
La montagna ha una caratteristica forma piramidale, delineata da tre crinali: 
- crinale orientale: scende dalla vetta fino al Monte Pizzo, in direzione di Montefortino.
- crinale occidentale: collega la vetta con il Pizzo Berro

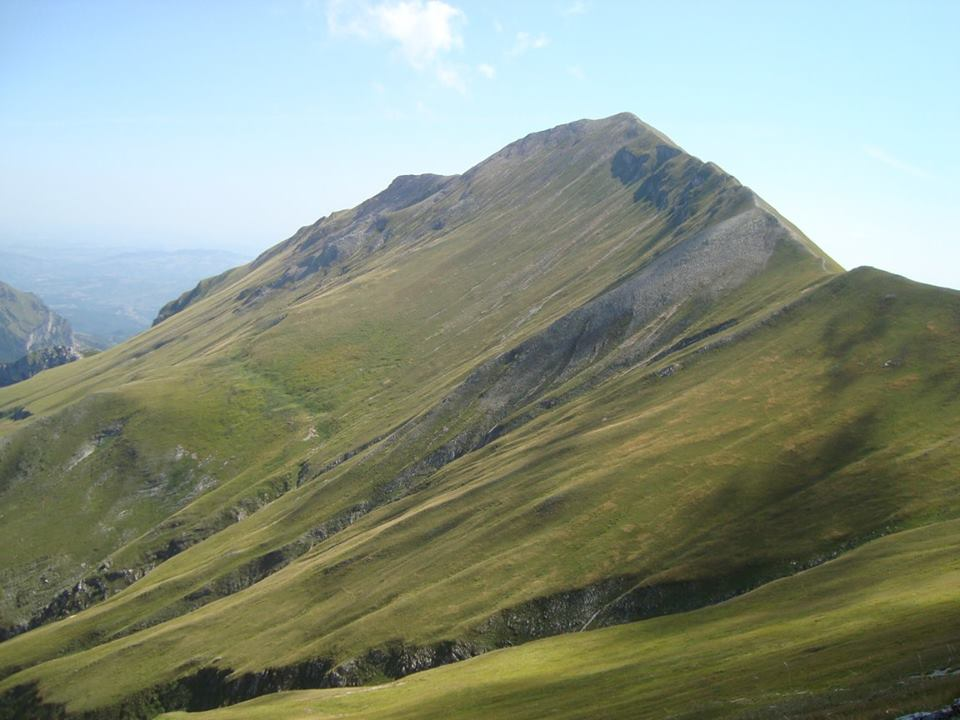
Versante settentrionale della cresta ovest

- Versante settentrionale della cresta ovestcrinale meridionale: scende dalla vetta verso la vallata del fiume Tenna, per poi smussarsi e dividersi nelle varie falde a picco sulle gole dell'Infernaccio, o digradare fino al poggio di San Leonardo.

Le pendici della Priora sono ricoperte a partire dai 1600-1700 m di pascoli d'alta quota, e più in basso di faggete e boschi cedui che ne ornano le falde fino al fondovalle.
Dal punto di vista geologico è costituita da roccia calcarea, con affioramenti di maiolica che ne caratterizzano la zona sottostante la cima sul versante nord, con il tipico colore rosso/rosa. Non mancano stratificazioni rocciose ricche di fossili, come quelle presso la "Cengia delle Ammoniti".

### Versante nord
La parete nord sottostante della vetta è un ripidissimo prato che scende fino all'alta valle glaciale dell'Ambro (o Valle di Rinaldi), e prende il nome di Ara della Regina.
Più ad est il versante si inasprisce in quanto, poco più a valle, sgorga da una piccola grotta naturale il torrente Ambro, che inizia a scavare le pendici della montagna per formare l'Infernaccetto: una piccola gola incastrata tra le formazioni rocciose della Travertina sul lato della Priora e le Roccacce di Castel Manardo, così chiamata per analogia con l'Infernaccio.

### Versante sud

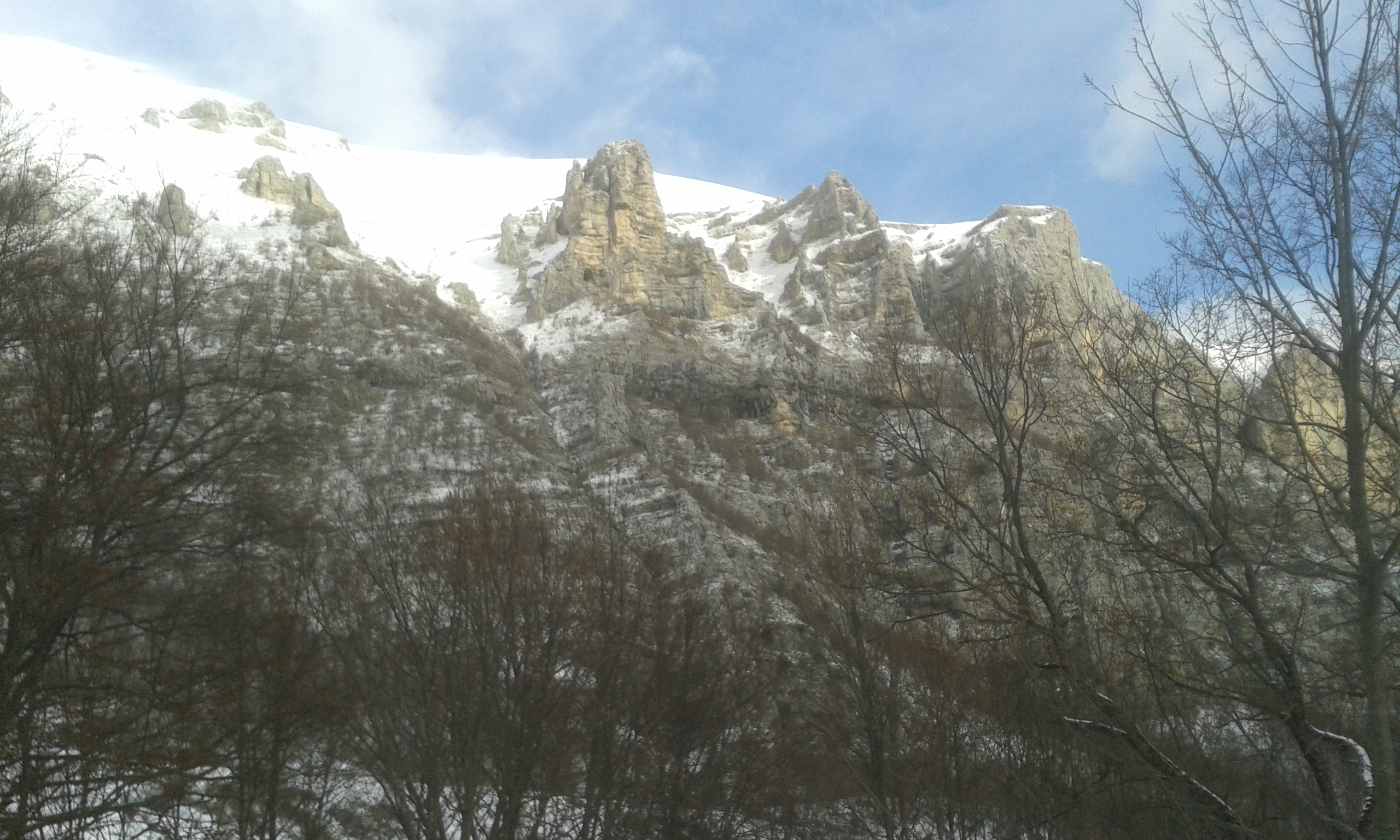
Contrafforti rocciosi della Priora. Su quello centrale poggia il Tempio della Sibilla.

Le pendici del versante sud del Monte Priora, affacciate sul fiume Tenna, costituiscono la parete sinistra della gola dell'Infernaccio (che separa la Priora dalla Sibilla). La montagna da questo lato domina la valle con alti contrafforti calcarei, a tratti boscosi, a tratti resi aspri e scivolosi dall'erosione del fiume; in cima a questi piloni naturali si trovano dei prati d'alta quota.
La falda più orientale è in realtà piuttosto un lieve poggio roccioso immerso nella faggeta, sul quale sorge l'eremo di San Leonardo. Gli altri contrafforti più a ovest (a partire da quello sovrastato dalla zona dei Grottoni) sono invece veri e propri speroni di roccia. All'altezza delle sorgenti del Tenna (Capotenna) le gole si aprono e le pareti rocciose cedono il passo ai declivi erbosi dei pascoli.
In cima ad uno dei suddetti contrafforti si trova un piccolo arco di pietra naturale identificato come Tempio della Sibilla, che per la sua particolare conformazione attira l'attenzione di molti amanti della montagna. Il pilastro di roccia di questo contrafforte presenta anche un particolare foro che attraversa la pietra da una parte all'altra. Sempre qui inoltre, dai precipizi immediatamente sottostanti, sgorgano le acque della Fonte di Traco.
Nel corso dell'estate 2019 è stata confermata la presenza di un branco di camosci d'Abruzzo, di recente reintroduzione sul Monte Bove.

### Monte Pizzo

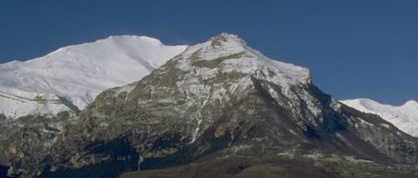
Monte Pizzo da Montefortino. A sinistra la vetta della Priora

La propaggine orientale della Priora prende il nome di Monte Pizzo. Si sviluppa nella parte terminale del crinale orientale, ed è caratterizzato da un aspetto aspro e scosceso.
Sul lato est la conformazione decisamente impervia è tutto un susseguirsi di irte e alte pareti rocciose, che sovrastano la frazione di Vetice (Montefortino). Oltre gli alti salti rocciosi la montagna diventa collina, e digrada con prati, campi e macchie fino ai Tre Ponti, dove l'Ambro confluisce nel Tenna. Tra i pianori della zona va menzionato il "Pia' da So' ", il cui nome significa "pianoro sul lato del sole (sud)", dove si trova un casale in buono stato di conservazione, e per il quale passa il sentiero storico che sale sul Monte Pizzo e conduce a San Leonardo.
Dalla parte settentrionale, lato della valle dell'Ambro, spunta un alto e affilato scoglio roccioso (tradizionalmente denominato "Pizzu Sichì"), sulla cui punta è stata montata una croce che sovrasta il Santuario della Madonna dell'Ambro. Poco più a valle, il versante della montagna, pur rimanendo ripido e scosceso, abbandona la conformazione rocciosa per immergersi in un fitto bosco di faggi. In questa zona si trova la sorgente dell'Acqua Arva, che alimenta l'acquedotto di Montefortino, per raggiungere la quale è stata scavata un'ampia strada carrozzabile che sale da Vetice. Nelle vicinanze sono inoltre presenti i ruderi di un gruppo di piccole abitazioni in pietra, note come "le Case", utilizzate dai pastori del luogo fino agli anni 50 o 60 del secolo scorso.
Sul lato sud infine, Monte Pizzo si getta ripido nel fiume Tenna, tra ravaneti, prati scoscesi e pareti rocciose crivellate di anfratti. Tra queste asperità si snoda il sentiero storico che conduceva da Vetice all'eremo di San Leonardo, utilizzato quando ancora le gole dell'Infernaccio non erano praticabili.

### Valle del Rio
Tra la falda meridionale della Priora (dove poggia il pianoro di San Leonardo) e la propaggine orientale di Monte Pizzo, scorre un piccolo corso d'acqua chiamato semplicemente Rio, che si getta nel Tenna da un'altissima cascata conosciuta come "Casco di Rio", poco più a valle delle gole.

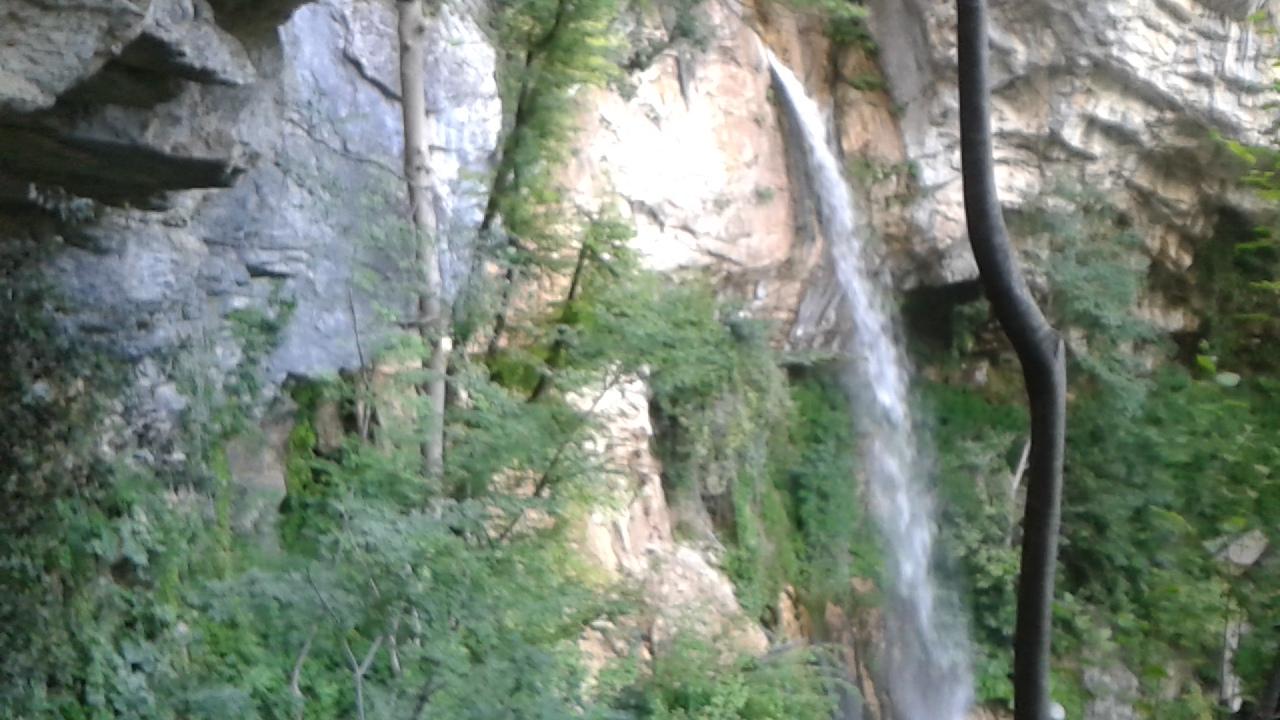
Casco de Rio

I nevai sovrastanti hanno scavato nei millenni un anfiteatro naturale (detto "la Rota") tra i crinali orientale e meridionale della Priora, che fa da imbuto per le acque provenienti dalla montagna, le quali vanno quindi ad alimentare il torrente Rio. Il ruscello, dopo aver scavato un profondo canale tra Monte Pizzo e il poggio di San Leonardo, si getta nel Tenna.
Durante il suo percorso attraversa diversi salti o cascatelle, spesso visitate dagli escursionisti che percorrono l'Infernaccio; dall'eremo di San Leonardo si raggiunge uno di questi salti, che i turisti identificano ormai come "la cascata nascosta", ma che gli anziani della zona chiamano "Pisciarelle" (da non confondere con l'omonimo guado all'imboccatura delle gole dell'Infernaccio).

### Pascoli d'alta quota

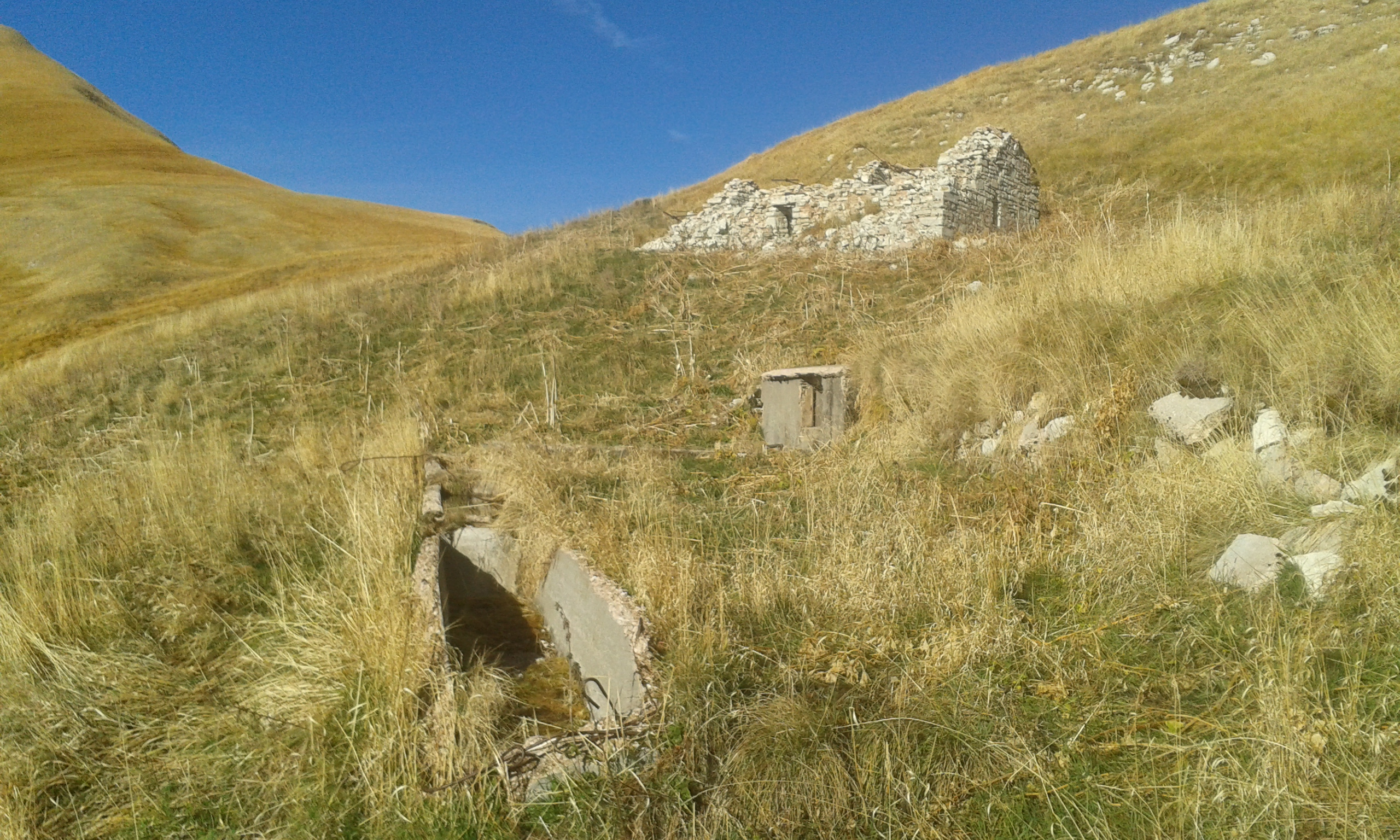
Casale delle Murelle, Monte Pizzo

Sopra alle ispide pareti rocciose e alle erte valli, il Monte Priora ospita ampi declivi su cui si adagiano i pascoli d'alta quota, frequentati dai pastori da secoli se non da millenni.
Sotto la vetta, sul lato sud-est, si estende un'area di pascolo pressoché pianeggiante, dove sorgevano almeno tre casali (identificati semplicemente come "i Casali") ora in rovina. I pascoli proseguono verso ovest fino a Capotenna, passando per i Pantanelli: una zona in cui affiorano molteplici vene d'acqua (anche qui i ruderi di un casale testimoniano la presenza dei pastori). Appena più dabbasso, sui prati che poggiano direttamente sui contrafforti a picco sull'Infernaccio, si trova la zona dei Grottoni, dove i prati diventano più scoscesi.
Altre zone prative un tempo adibite a pascolo si trovano più in basso, verso il crinale di Monte Pizzo, nella zona delle Murelle.

## Escursionismo
La via più breve e meno impegnativa per la vetta è il crinale ovest (che passa per Pizzo Berro). Questa è la via percorsa dalla maggior parte degli escursionisti partendo dal rifugio del Fargno. Le vie che risalgono il crinale est da Vetice, o il crinale sud da San Leonardo sono decisamente poco frequentate a causa del dislivello mai inferiore ai 1000 metri.
Tuttavia la montagna offre svariati punti di interesse, raggiungibili con vari sentieri di difficoltà differenti, la maggior parte dei quali evitano la salita fino in vetta: dall'ascesa turistica all'eremo di San Leonardo, alle passeggiate fino a Capotenna o alle sorgenti dell'Ambro, fino alla più impegnativa salita al Tempio della Sibilla. Non mancano neppure vie alpinistiche per esperti, particolarmente impegnative e che richiedono esperienza e adeguato equipaggiamento: come il "Sentiero delle Capre", che sale da Capotenna a San Leonardo attraverso le esposte rocce del versante meridionale.

## Galleria d'immagini

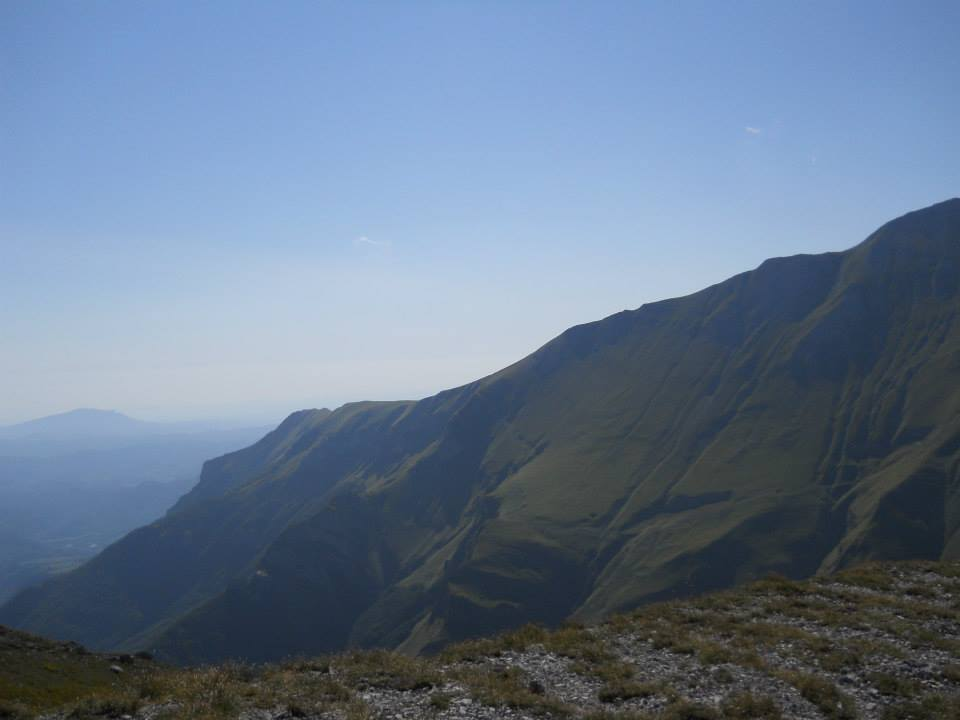
Cresta nord dalla Forcella Angagnola, in fondo a sinistra si riconosce lo sperone di Monte Pizzo
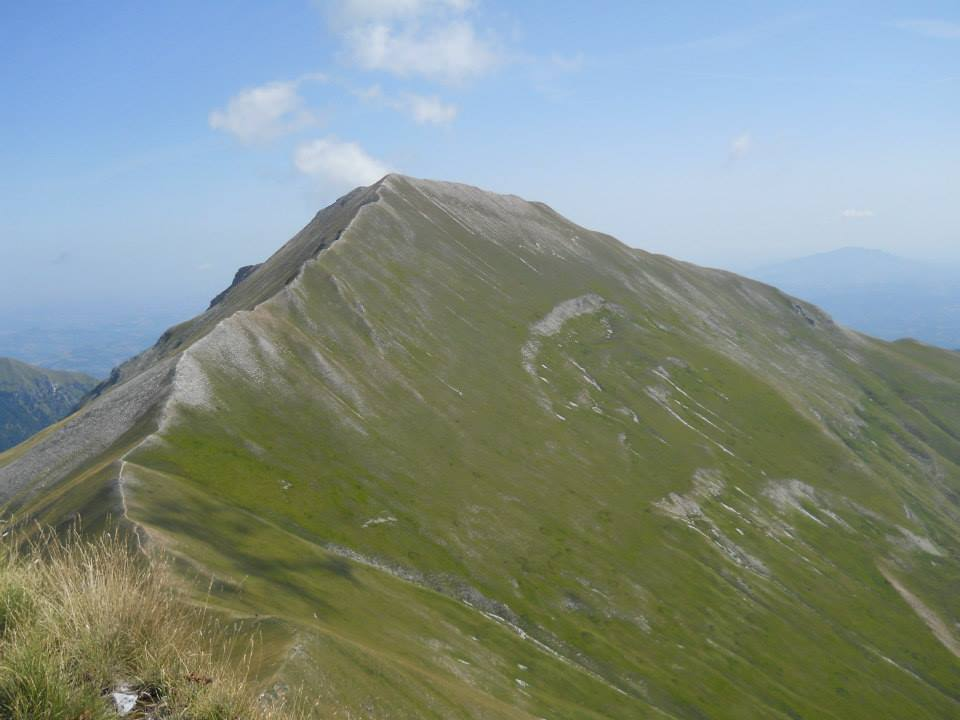
Versante sud della cresta occidentale
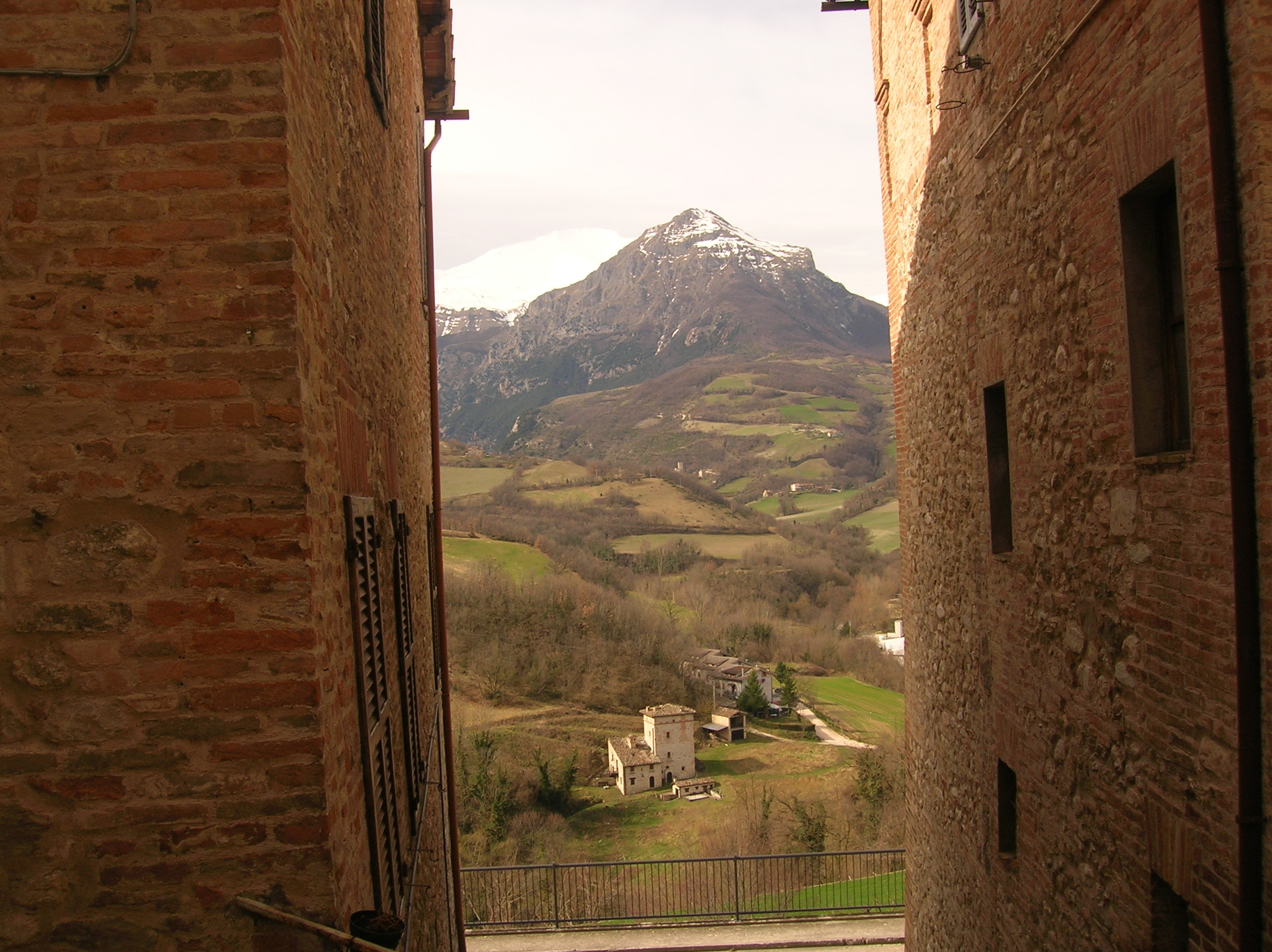
Monte Priora da Montefortino
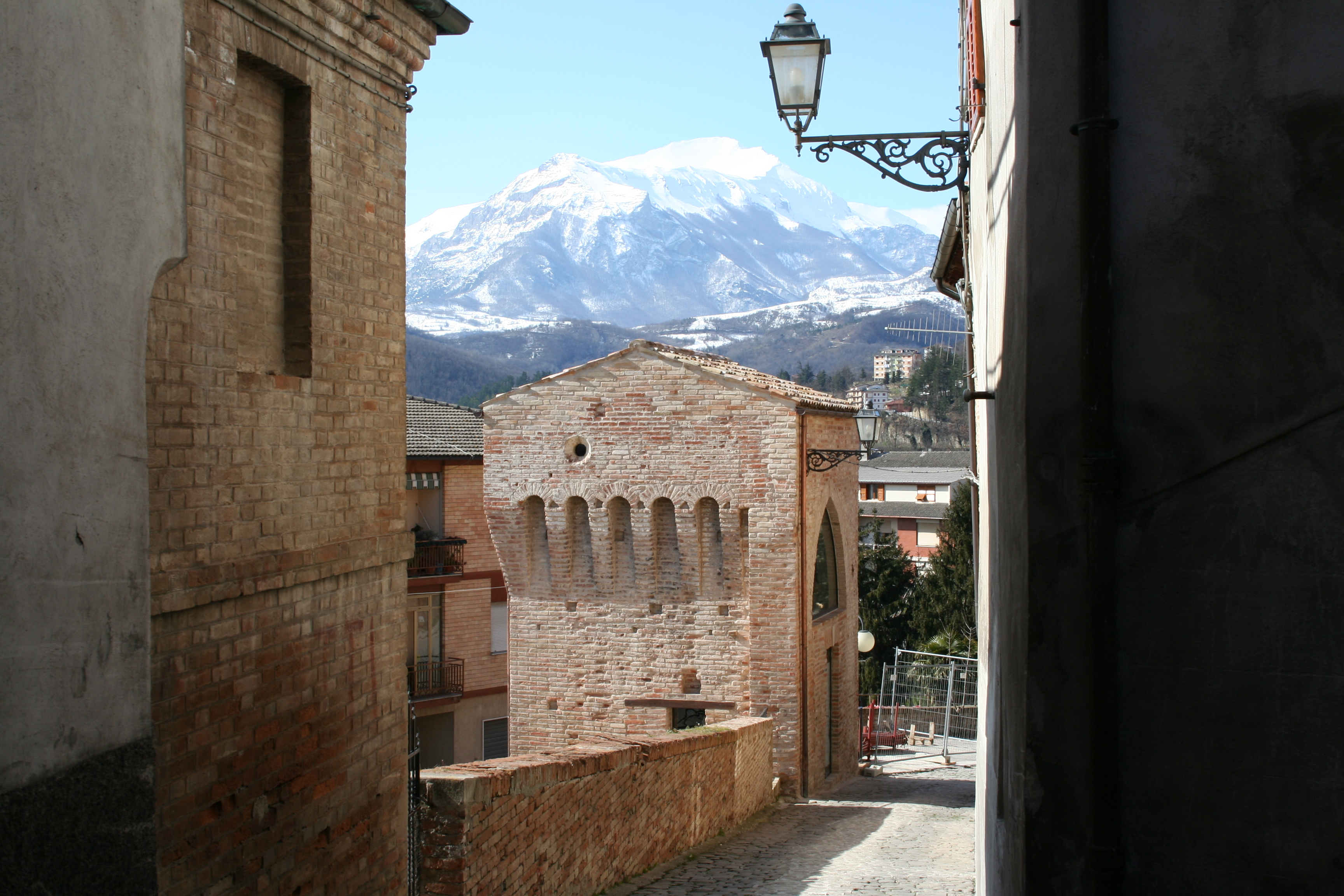
Monte Priora da Amandola